# Analizador automático
Un analizador automático es un robot de laboratorio clínico diseñado para analizar diferentes sustancias químicas y otras características en un número de muestras biológicas, con una asistencia humana mínima.

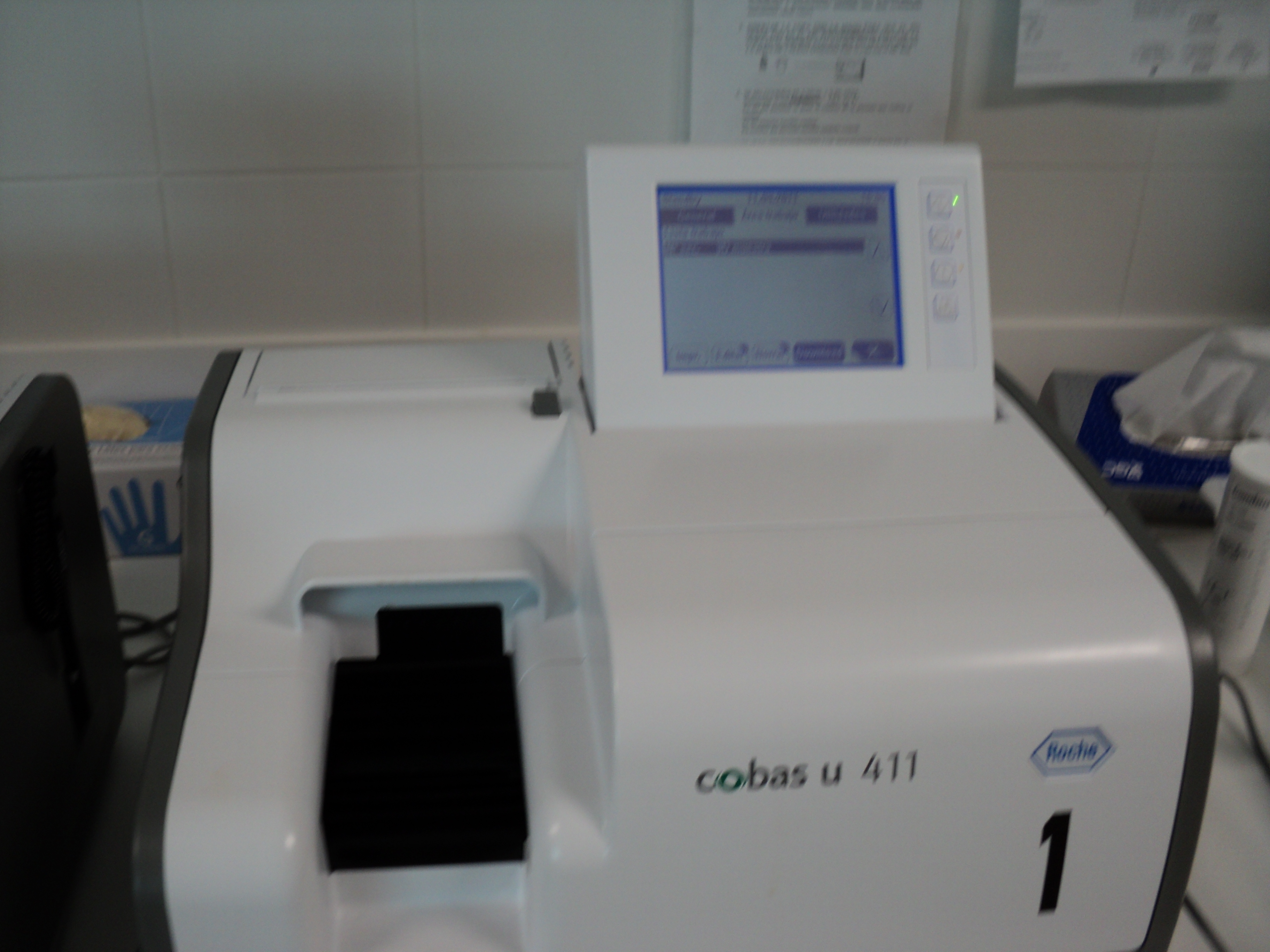
Cobas u 411

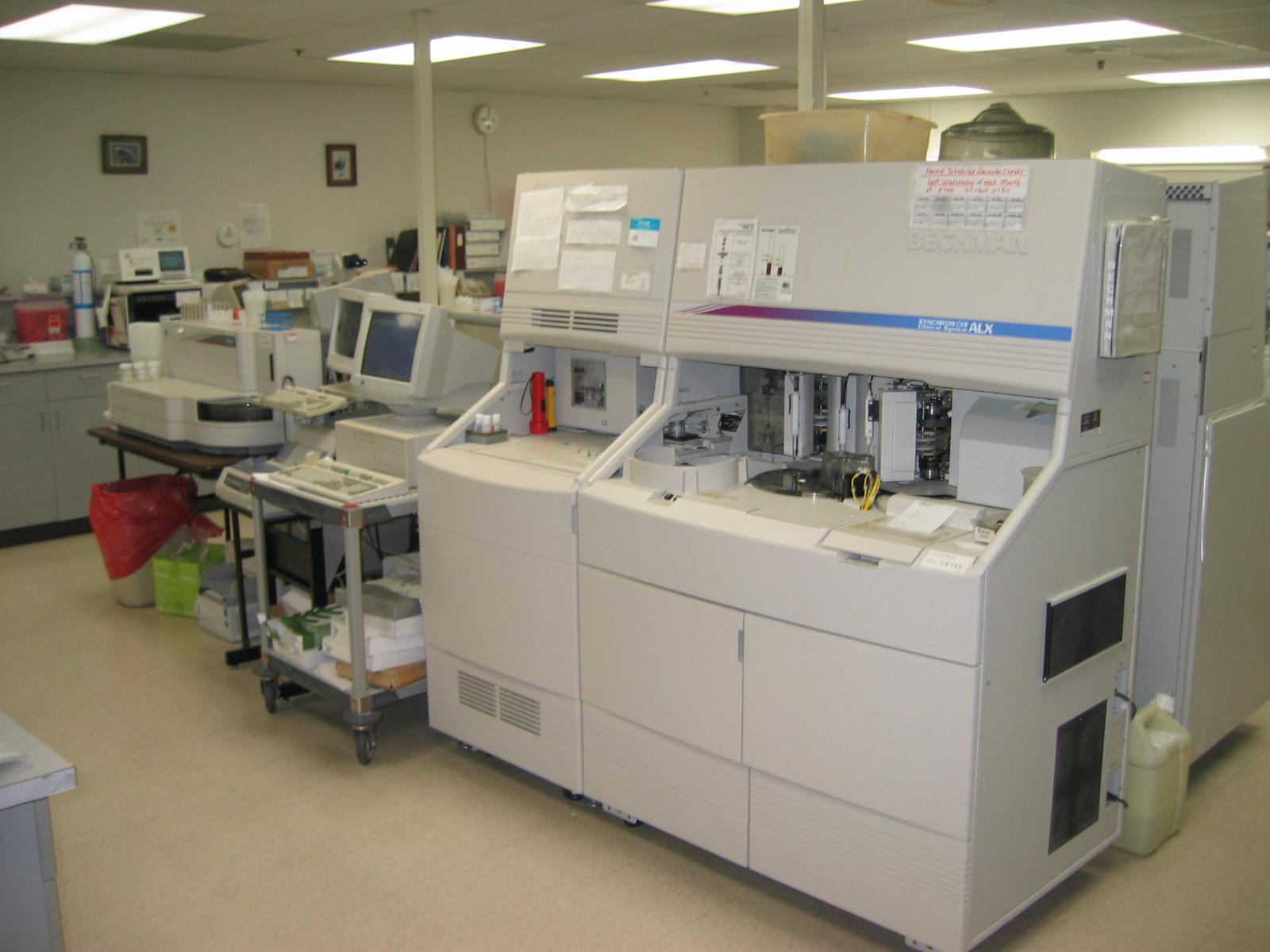

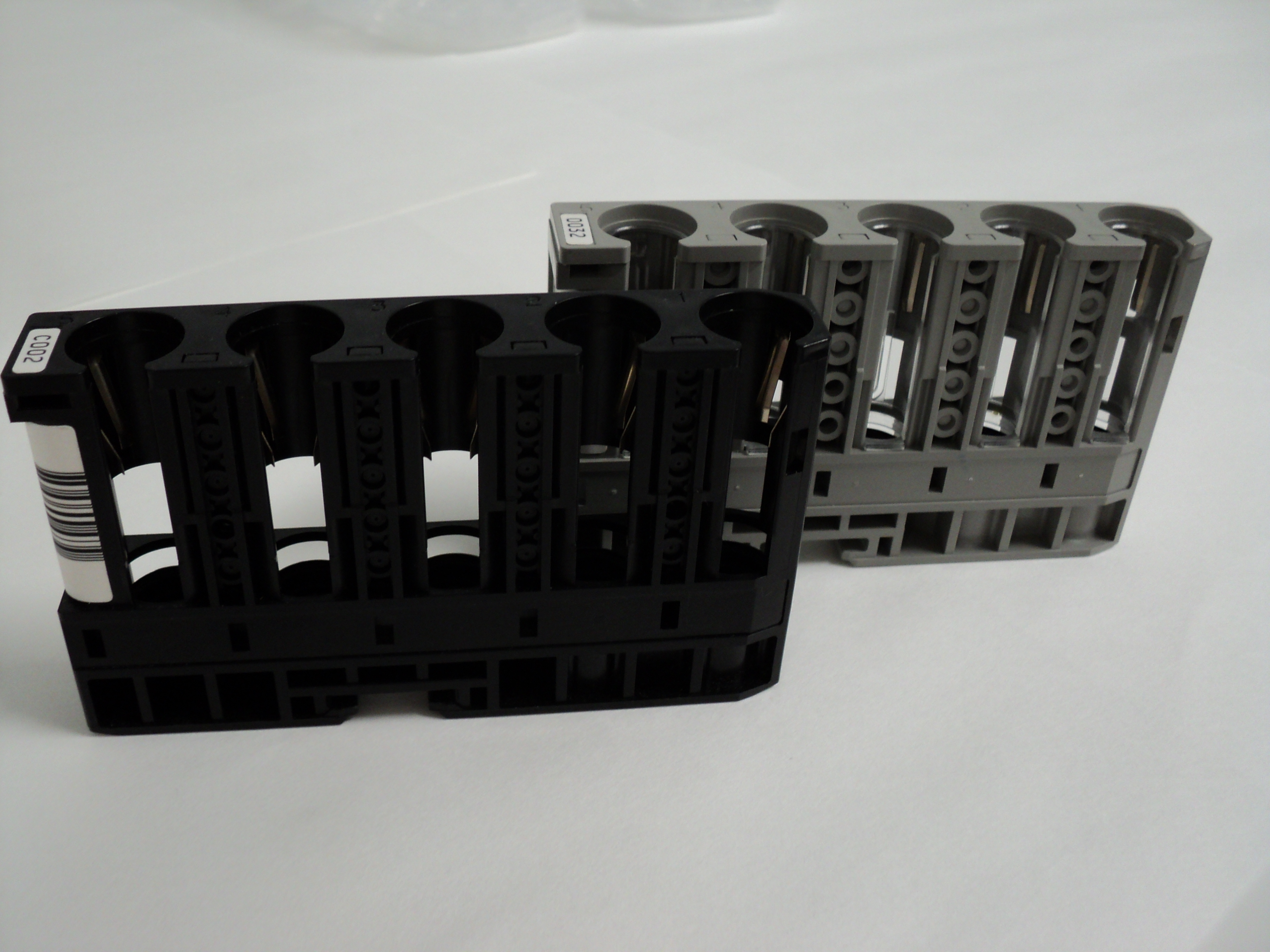
Racks: Se usan para poner tubos con muestras, controles, calibradores y otros líquidos. Básicamente es un contenerizador de muestras para poder ser trabajadas por el autoanalizador

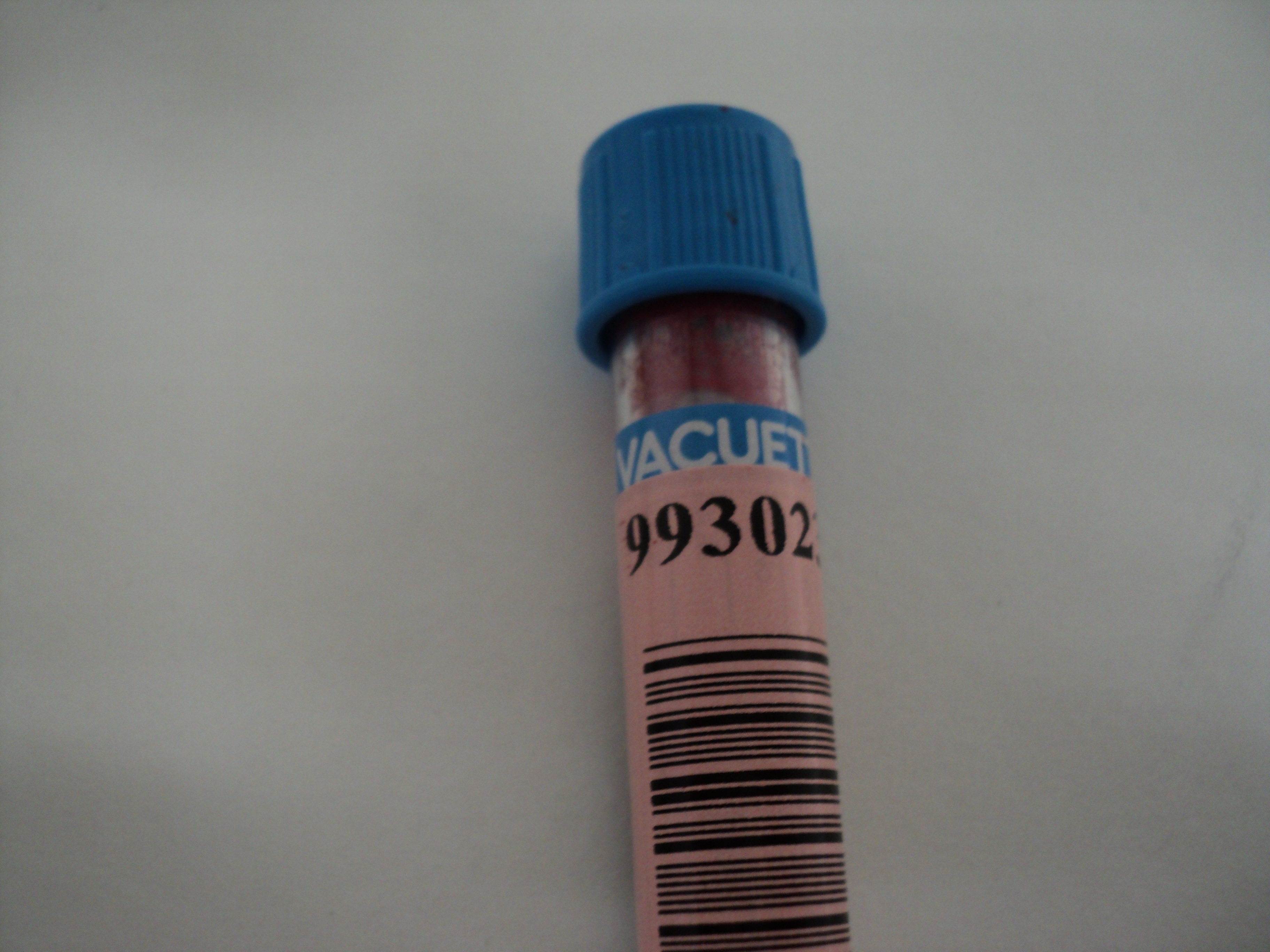
Tubos con código de barras: se utilizan para procesar muestras. Se colocan en los 'racks'. El autoanalizador lee el código de barras. Este número indica a la máquina que pruebas ha solicitado el médico (que previamente los ha introducido en soporte informático) y las ejecuta.

Estas mediciones de sangre y otros líquidos pueden usarse para el diagnóstico de enfermedades.
Se han inventado muchos métodos para la introducción de muestras dentro del analizador. Esto implica poner tubos de ensayo con muestras dentro de 'racks', de manera que se pueden mover por un especie de pista o camino, o metiendo los tubos en unos carruseles circulares que hace rotar las muestras. Algunos analizadores requieren muestras para ser trasferidas a unas copas de muestra. Sin embargo, para promover la seguridad dentro del laboratorio, muchos fabricantes han desarrollado analizadores con capacidad para tratar tubos cerrados, previniendo el contacto directo de los trabajadores con las muestras.
Las muestras se pueden procesar una por una, por lotes (agrupaciones de muestras), o de manera constante.
La automatización del laboratorio no elimina la necesidad de una persona experta (los resultados aún deben ser evaluados por un facultativo o alguna profesión equivalente reconocida), pero si que reduce la posibilidad de error, de accidente o los problemas de dotación de personal.

## Analizadores de bioquímica de rutina
Estas máquinas procesan un gran parte de las muestras analizadas en un hospital o un laboratorio médico privado. La automatización de los procesos de los tests ha reducido el tiempo de muchas analíticas de días a minutos. La historia de los autoanalizadores empezó con la introducción de el "Robot Químico" inventado por Hans Baruch y vendido comercialmente en 1959[1].
Se pueden hacer distintos tipos de tests: nivel de enzimas (la mayoría son tests destinados a conocer el funcionamiento del hígado), niveles iones (sodio y potasio), y otros indicadores químicos (como la glucosa, albumina sérica, o la creatina)
Los iones simples normalmente se miden con electrodos iónicos selectivos, que solo dejan la lectura de un solo tipo de ion, y por la medición de voltajes diferentes. Las enzimas se pueden medir por el tiempo que tardan de cambiar de una sustancia coloreada a otra; en estos tipos de tests, los resultados para enzimas se dan como una actividad, no como la concentración de una enzima. Otros tests usan los cambios colorimétricos para determinar la concentración de un elemento químico problema. Con turbidimetría también se pueden realizar las mediciones.

## Analizadores basados en Inmunoensayos
Los anticuerpos se pueden usar en algunos autoanalizadores para detectar substancias mediante inmunoensayos.
Cuando la concentración de estos componentes es demasiado baja para causar un incremento medible en turbidez en el momento de la unión a los anticuerpos, en estos casos se usan métodos más especializados.
Recientes investigaciones permiten la automatización del laboratorio inmunohematologico, también conocido como medicina de transfusión.

## Analizadores hematologicos
Están diseñados para hacer recuentos completos de sangre, tiempos de sedimentación de eritrocitos y tests de coagulación.

### Contadores de células
Los contadores automatizados de células cogen una muestra de sangre, la cuantifican, la clasifican y dibujan una distribución de las diferentes tipos de células, mediante el uso de técnicas electrónicas y ópticas.
El análisis electrónico implica el uso de una disolución de la sangre a través de un hueco que contiene una corriente eléctrica. Este paso de células cambia la impedancia entre las terminales (principio de Coulter). Un reactivo lítico se añade a la muestra de sangre para lisar selectivamente a los glóbulos rojos (RBCs), dejando solo los glóbulos blancos (WBCs) y las plaquetas intactas. Entonces la muestra pasa a través de un segundo detector. Esto permite el recuento de RBCs, WBCs, y plaquetas. El recuento de plaquetas resulta fácil de hacer debido a los pequeños picos de impedancia que producen en el detector (tienen un volumen celular muchos más bajo) en comparación con los más grandes de las WBCs.
Los recuentos de reticulocitos son posibles hoy en día por muchos analizadores, al contrario que los equivalentes manuales que consumen mucho tiempo. Muchos autoanalizadores de reticulocitos, como la versión manual del analizador, usan tinciones supravitales como azul de metileno para teñir los glóbulos rojos que contengan una reticulina antes del recuento. 

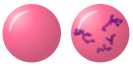
eritrocito (izquierda) y reticulocito (derecha)

Se puede utilizar la detección óptica para conseguir un recuento diferencial de las diferentes tipos de glóbulos blancos. Una disolución de células en suspensión se hace pasar por un flujo de células, por el que pasa una a una a través de tubo capilar donde incide un rayo láser. La reflectancia, transmisión y dispersión de la luz de cada célula puede ser analizada por programa muy sofisticado que da un representación numérica de la distribución total de las diferentes poblaciones celulares.
Los recuentos de reticulocitos se pueden hacer actualmente por varios tipos de analizadores, dando como resultado una alternativa a los costosos métodos manuales que consumían mucho tiempo. Muchos autoanalizadores de reticulocitos, del mismo modo que los métodos manuales, usan una tinción supravital, normalmente azul de metileno para colorear la reticulina de los glóbulos rojos inmaduros antes de ser contados. Algunos de estos analizadores tienen un perfilador modular en el que es posible conseguir una película fina de sangre y otra de colorante a la vez, de manera que luego pueden ser vistos por el personal médico.

### Coagulómetros
Los Coagulometros miden la capacidad de la sangre de formar una coágulo mediante el uso de diferentes tests como: Tiempo de Tromboplastina Parcial Activada, Tiempo de protrombina (y la que se calcula a partir de la anterior INRs que se usa normalmente para la evaluación terapéutica), screening de Anticoagulante lúpico , ensayos de Dímero-D y ensayos de factores. El INR varia en cada persona.
Estos aparatos requieren muestras de sangre que han sido extraídas en tubos con citrato sódico como anticoagulante. Se usan porque el mecanismo que está detrás del efecto anticoagulante (citrato sódico) es reversible. Según el test, se pueden añadir diferentes sustancias al plasma sanguíneo para provocar la coagulación. El progreso de la coagulación se puede seguir opticamente mediante la medición de la absorbancia de un tipo determinado amplitud de onda de luz y su comparación de la variación producida en el tiempo.

### Otros aparatos hematologicos
Los lectores automáticos de VSG o por sus siglas en inglés ESR (erythrocyte sedimentation rate), aunque no son analizadores estrictamente hablando, son capaces de mantener un rack de muestras en movimiento por un determinado periodo de tiempo, después del cual, el lector determina la distancia a la que han caído los glóbulos rojos mediante el uso de un rayo de luz.
Los test de VSG se están volviendo impopulares debido a que están siendo remplazados por tests de viscosidad plasmática. Su principal ventaja radica en que hay pocas variables que pueden interferir en el resultado.

## Otros analizadores
- Etiquetado y detección de ADN
- Medidas de Osmolaridad u osmolalitad
- Medidas de Hemoglobina glucosilada (Hemoglobina A1C)
- Alicuotamiento y enrutamiento de muestras en un laboratorio